# Ávvir

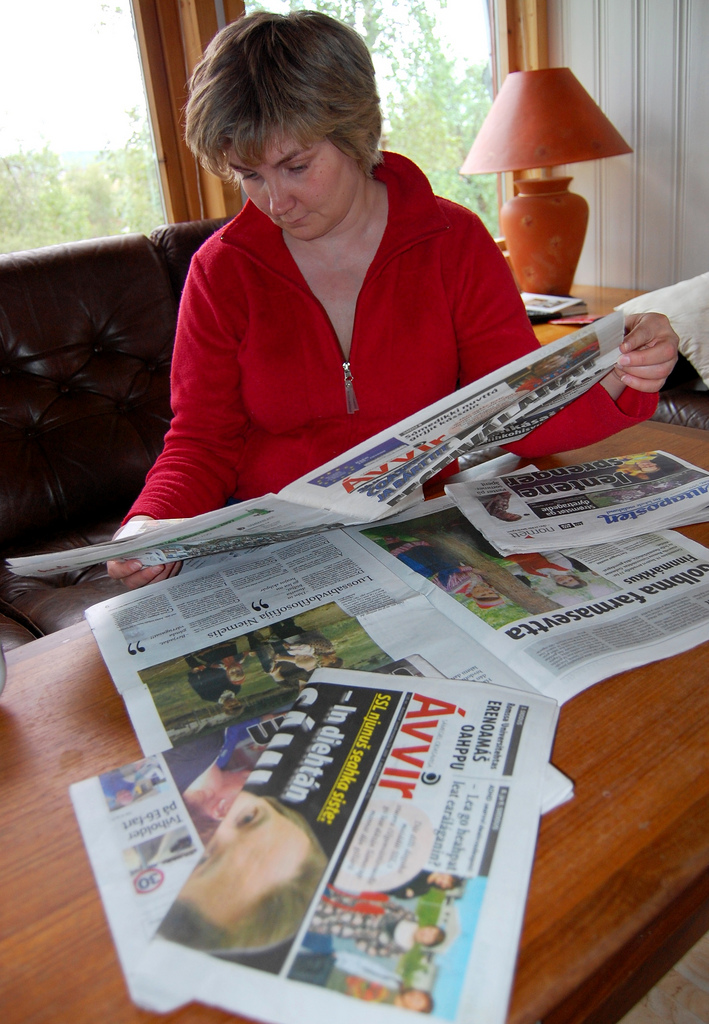
Aili Keskitalo lisant Ávvir et d’autres journaux.

Ávvir est un journal norvégien publié en same du Nord. Il est créé en 2008 à la suite de la fusion de Min Áigi et Áššu.